# Lex Venture
Lex Venture é um jogo eletrônico desenvolvido pela empresa brasileira Interama Games e lançado exlusivamente para Windows. O jogo foi lançando em inglês, e com uma versão em português a ser lançada futuramente.
O jogo gannhou o prêmio Santander e o prêmio da Casual Games Association por "Melhor desenvolvimento de história".

## Jogabilidade
Lex Venture mistura elementos de palavras cruzadas com puzzles. O jogador deve ajudar Eugênio a ajeitar a máquina de palavras antes que a feira de ciências tenha inicio.